# Nagacuki (1926)
Nagacuki (japonsky 長月) byl osmý torpédoborec třídy Mucuki japonského císařského námořnictva. Po dokončení nesl pouze označení „30. torpédoborec“ (第三十号駆逐艦 Dai-sandžú-gó Kučikukan). Dne 1. srpna 1928 byl spolu s ostatními sesterskými jednotkami přejmenován a dostal jméno Nagacuki.
Zúčastnil se druhé sino-japonské války a na začátku druhé světové války podporoval japonskou invazi na Filipíny a obsazení Jávy. V únoru 1943 podporoval evakuaci japonských vojsk z Guadalcanalu. Zúčastnil se několika tokijských expresů a jeden z nich se mu stal osudným, když byl v noci na 6. července těžce poškozen v bitvě v zálivu Kula a následně zničen letadly.

## Popis
Nagacuki byl osmým z dvanácti torpédoborců třídy Mucuki. Jeho hlavní výzbroj sestávala zpočátku ze čtyř jednohlavňových 120mm kanónů typu 3. roku a dvou tříhlavňových 610mm torpédometů modelu 1923.
Instalace radaru se Nagacuki nedočkal – během bitvy v zálivu Kula byl na japonské straně jediným radarem vybaveným torpédoborcem Niizuki, což znamená, že Nagacuki byl při svém zničení bez radaru.

## Služba

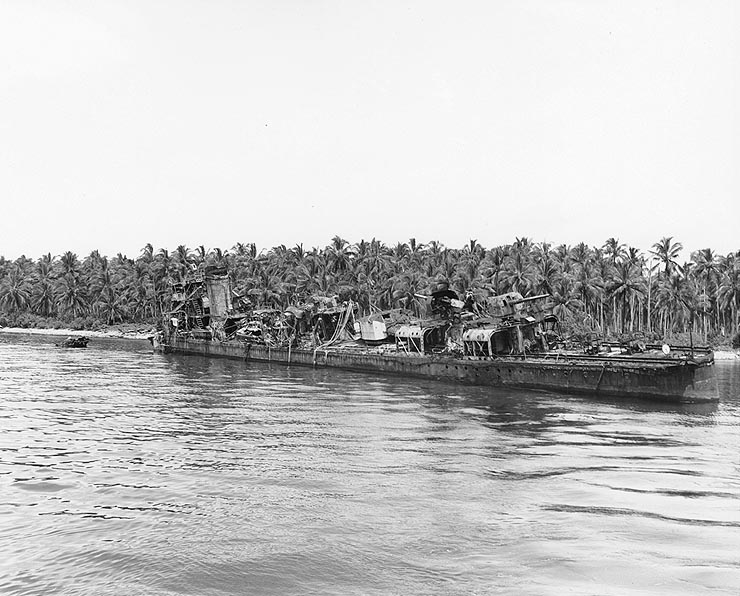
Vrak Nagacuki u pobřeží Kolombangary.

V noci z 5. na 6. července 1943 byl součástí Tokijského expresu, který přepravoval posily do Vila na Kolombangaře. V bitvě v zálivu Kula byl poškozen americkými lehkými křižníky a najel na břeh poblíž přístaviště Bambari na Kolombangaře (8°2′ j. š., 157°12′ v. d.). Během dne byl poškozen americkými letadly a opuštěn.
Dne 1. října 1943 byl Nagacuki vyškrtnut ze seznamu lodí japonského císařského námořnictva.